# Aphelinoidea hyacinthus
Aphelinoidea hyacinthus is een vliesvleugelig insect uit de familie van deTrichogrammatidae. De wetenschappelijke naam werd voor het eerst geldig gepubliceerd in 1938 door Alexandre Arsène Girault.